# Carpelimus vespertinus
Carpelimus vespertinus är en skalbaggsart som först beskrevs av Notman 1920.  Carpelimus vespertinus ingår i släktet Carpelimus och familjen kortvingar. Inga underarter finns listade i Catalogue of Life.